# Copa América 2019
La Copa América 2019 è stata la 46ª edizione del massimo torneo di calcio continentale per squadre nazionali maggiori maschili organizzato dalla CONMEBOL. Il torneo si è tenuto, per la quinta volta, in Brasile. Ha avuto inizio il 14 giugno e si è conclusa il 7 luglio.
Ad aggiudicarsi il successo finale è stato il Brasile, Paese ospitante, che ha conquistato la nona Copa América della sua storia, 12 anni dopo la conquista dell'ultima e 100 dopo la prima.

## Scelta della sede
Nonostante il desiderio della CONMEBOL di organizzare il torneo del 2015 in Brasile, lo svolgimento della FIFA Confederations Cup 2013, i Mondiali di calcio del 2014 e le Olimpiadi di Rio de Janeiro 2016 in quel paese fece riconsiderare la decisione. Anche se l'allora presidente della CONMEBOL, Nicolás Leoz, propose la realizzazione del torneo continentale in Messico (nonostante provenisse da un'altra confederazione), i rispettivi presidenti di Brasile e Cile discussero della possibilità di scambiare la realizzazione dei tornei del 2015 e 2019, anno in cui era originariamente prevista l'organizzazione in quest'ultimo paese.
L'intesa sarebbe successivamente approvata, con l'accettazione da parte della Federazione calcistica brasiliana, di ottenere la Copa América nel 2019, sostituendo quella del 2015, in favore della federazione cilena. Tuttavia, la Bolivia aveva anche espresso interesse a prendere il posto del Brasile nell'organizzazione del torneo, essendo l'intenzione ufficiale da parte del Presidente della Repubblica, Evo Morales, e della Federazione calcistica boliviana, Carlos Chávez. Tuttavia, nel mese di novembre 2010, la Federcalcio brasiliana (attraverso l'allora presidente Ricardo Teixeira) avrebbe fatto marcia indietro sulla sua posizione e riaffermando il completamento del torneo 2015 nel suo paese (Brasile), poiché l'intenzione di Teixeira è stata che il Brasile ha organizzato 4 eventi in 4 anni e voleva mantenere quella posizione, mentre era ancora presidente della CBF.
Infine, in una battuta d'arresto inaspettata, soprattutto a causa delle dimissioni di Ricardo Teixeira alla presidenza del CBF e dell'assunzione del suo incarico dal suo successore José Maria Marin, il Brasile decise di rinunciare all'organizzazione del torneo in favore della Federcalcio cilena, ottenendo in cambio l'organizzazione dell'edizione 2019. La Copa América del 2019 è stata l'ultima edizione giocata negli anni dispari, perché, a partire dal 2020, il torneo è stato programmato per essere disputato negli anni bisestili, esattamente come il campionato europeo.

## Stadi
Il 14 giugno 2018 il vicepresidente della federcalcio brasiliana Fernando Sarney annunciò che 5 città avrebbero ospitato il torneo: Salvador de Bahia, Rio de Janeiro, San Paolo, Belo Horizonte e Porto Alegre.
L'elenco ufficiale degli stadi è stato annunciato il 17 settembre 2018. L'Estadio do Morumbi ha ospitato la partita inaugurale ed il Maracanã la finale.
| Belo Horizonte   | Rio de Janeiro    | Salvador de Bahia         |
| ---------------- | ----------------- | ------------------------- |
| Mineirão         | Stadio Maracanã   | Itaipava Arena Fonte Nova |
| Capienza: 58.170 | Capienza: 74.738  | Capienza: 51.900          |
|                  |                   |                           |
| San Paolo        | San Paolo         | Porto Alegre              |
| Stadio Morumbi   | Arena Corinthians | Arena do Grêmio           |
| Capienza: 67.428 | Capienza: 49.205  | Capienza: 55.662          |
|                  |                   |                           |

## Formula
Il regolamento ufficiale del torneo è stato redatto dalla CONMEBOL nell'autunno 2018:
- Le 12 squadre sono suddivise in 3 gironi all'italiana da 4 formazioni ciascuno, con qualificazione ai quarti di finale per le prime due classificate di ciascun gruppo e le due migliori terze. I criteri seguiti in caso di parità di punti nella classifica finale sono i seguenti: differenza reti generale, maggior numero di gol segnati, punti negli scontri diretti, differenza reti negli scontri diretti, maggior numero di gol segnati negli scontri diretti, fair play -1 cartellino giallo, -3 doppio giallo, -4 rosso diretto, -5 prima giallo e poi rosso, sorteggio.
- La fase ad eliminazione diretta prevede, qualora il risultato sia in parità al termine dei tempi regolamentari, tempi supplementari e tiri di rigore; fanno eccezione i quarti di finale, per i quali sono previsti solo i tiri di rigore. È prevista anche la finale per il terzo e quarto posto.[5]

Al momento di redigere il programma del torneo, la CONMEBOL dichiarò che la squadra vincitrice si sarebbe qualificata — come avvenuto sino all'edizione 2015 (il torneo dell'anno successivo fu a carattere speciale) — per la Confederations Cup, teoricamente prevista nel 2021. Nel marzo 2019, quest'ultimo torneo è stato però abolito dalla FIFA.

## Nazionali partecipanti
All'edizione partecipano tutte e dieci le squadre della CONMEBOL oltre a due provenienti dalla confederazione asiatica.
Dopo diverse defezioni e cambi di programmi, il 4 maggio 2018, la CONMEBOL ha annunciato che il torneo sarebbe stato giocato con 12 squadre, lo stesso numero delle precedenti edizioni dal 1993 (eccezion fatta per la Copa América Centenario), con due nazionali AFC, il Giappone e il Qatar.
I qatarioti hanno preso parte per la prima volta alla competizione, mentre per la compagine giapponese si trattò della seconda apparizione (la prima fu nel 1999).
Il torneo è stato la prima edizione della Copa América in cui nessuna delle squadre invitate apparteneva alla CONCACAF: il Messico (che aveva preso parte a tutte e dieci le edizioni dal 1993 al 2016) e gli Stati Uniti, inizialmente invitate, hanno declinato in ragione della concomitanza del torneo con la CONCACAF Gold Cup 2019.
| N° | Nazione   | Iscrizione CONMEBOL | Iscrizione AFC | Note                              |
| -- | --------- | ------------------- | -------------- | --------------------------------- |
| 1  | Argentina | 1916                | -              |                                   |
| 2  | Brasile   | 1916                | -              | Nazione ospitante                 |
| 3  | Cile      | 1916                | -              | Detentore Copa América Centenario |
| 4  | Uruguay   | 1916                | -              |                                   |
| 5  | Paraguay  | 1921                | -              |                                   |
| 6  | Perù      | 1925                | -              |                                   |
| 7  | Bolivia   | 1926                | -              |                                   |
| 8  | Ecuador   | 1927                | -              |                                   |
| 9  | Colombia  | 1936                | -              |                                   |
| 10 | Venezuela | 1952                | -              |                                   |
| 11 | Qatar     | -                   | 1974           | Detentore Coppa d'Asia 2019       |
| 12 | Giappone  | -                   | 1954           |                                   |

## Arbitri
| Nazione   | Arbitri                                           | Assistenti                                            |
| --------- | ------------------------------------------------- | ----------------------------------------------------- |
| Argentina | Néstor Pitana Fernando Rapallini Patricio Loustau | Hernan Maidana Juan Pablo Belatti Ezequiel Brailovsky |
| Bolivia   | Gery Vargas                                       | José Antelo Edwar Saavedra                            |
| Brasile   | Wilton Sampaio Raphael Claus Anderson Daronco     | Rodrigo Correa Marcelo Van Gasse Kléber Gil           |
| Cile      | Roberto Tobar Julio Bascuñán Piero Maza           | Christian Schiemann Claudio Rios                      |
| Colombia  | Wilmar Roldán Andrés Rojas Nicolás Gallo          | Alexander Guzmán Wilmar Navarro John Alexander Leon   |
| Ecuador   | Roddy Zambrano Carlos Orbe                        | Christian Lescano Byron Romero                        |
| Paraguay  | Mario Díaz de Vivar Arnaldo Samaniego             | Eduardo Cardozo Dario Gaona                           |
| Perù      | Diego Haro Víctor Carrillo                        | Johnny Bossio Víctor Raez                             |
| Uruguay   | Esteban Ostojich Leodán González                  | Nicolás Taran Richard Trinidad                        |
| Venezuela | Alexis Herrera Jesús Valenzuela                   | Carlos López Luis Murillo                             |

## Riassunto del torneo

### Fase a gironi

#### Girone A
I padroni di casa del Brasile partono bene battendo, nella gara d'esordio, la Bolivia per 3-0 (doppietta di Coutinho e gol di Everton). Nella stessa giornata Perù e Venezuela chiudono sullo 0-0, risultato che permette ad entrambe di superare momentaneamente la Bolivia. Nella seconda giornata spicca il risultato del Perù, che in rimonta batte la Bolivia approfittando dell'inaspettato 0-0 tra i verde-oro e la Vinotinto. Nell'ultima giornata il Venezuela, cui serve una vittoria per superare il turno, batte per 3-1 la Bolivia e avanza come seconda del proprio girone, mentre il Brasile batte per 5-0 il Perù. Quest'ultimo accede comunque ai quarti di finale dopo il raffronto delle terze classificate negli altri due gironi.

#### Girone B
Parte male l'Argentina che cede 2-0 alla Colombia, a segno Martínez e Zapata, mentre Qatar e Paraguay terminano 2-2 condannando momentaneamente l'Argentina all'ultimo posto. Nella seconda giornata la Colombia stacca il biglietto dei quarti di finale battendo di misura per 1-0 il Qatar, mentre l'Argentina pareggia 1-1 con il Paraguay grazie al rigore nel secondo tempo di Lionel Messi. Nell'ultima giornata la Colombia termina con 9 punti il suo girone battendo il Paraguay per 1-0 grazie alla rete di Gustavo Cuéllar, mentre l'Argentina passa il girone grazie al 2-0 rifilato ai campioni d'Asia del Qatar grazie alle reti di Lautaro Martínez e Sergio Agüero.

#### Girone C
Il girone si rivela facile per Uruguay e Cile, che battono per 4-0 rispettivamente Ecuador e Giappone. Nella seconda giornata il Cile, vincitore delle due precedenti edizioni del torneo, centra la qualificazione alla fase a eliminazione diretta con il 2-1 contro l'Ecuador, mentre l'Uruguay pareggia per 2-2 contro il Giappone dopo essere stato in svantaggio per due volte. Nell'ultima giornata Giappone ed Ecuador si annullano a vicenda sull'1-1, chiudendo il proprio girone rispettivamente come terza e quarta. Uruguay e Cile si giocano il primo posto del girone, necessario per evitare ai quarti di finale la temuta Colombia. L'Uruguay segna il gol dell'1-0 all'82' minuto grazie a un colpo di testa di Edinson Cavani, riuscendo pertanto ad evitare la Colombia e ad incontrare nella gara successiva il Perù, ripescato come miglior terza classificata nei gironi.

#### Quarti di finale
I quarti di finale abbinano Brasile-Paraguay, Venezuela-Argentina, Colombia-Cile e Uruguay-Perù.
Nel primo quarto di finale, Brasile-Paraguay, a dominare la partita sono i verde-oro, che però nei 90 minuti non riescono a sbloccare la partita. Si va quindi ai tiri di rigore, gli stessi che avevano detto male al Brasile proprio contro il Paraguay, nel 2011 e nel 2015. A spuntarla questa volta sono, tuttavia, i padroni di casa, che vincono per 4-3: decisivi gli errori di Gustavo Gómez e Derlis González.
Nel secondo incontro dei quarti l'Argentina vince per 2-0 contro il Venezuela con i gol di Lautaro Martínez e Giovani Lo Celso.
Negli ultimi due quarti di finale (Colombia-Cile e Uruguay-Perù) regna l'equilibrio, con entrambi gli incontri terminati 0-0. Ai rigori la spuntano Cile e Perù grazie agli errori di William Tesillo (in Colombia-Cile) e Luis Suárez (in Uruguay-Perù).

#### Semifinali

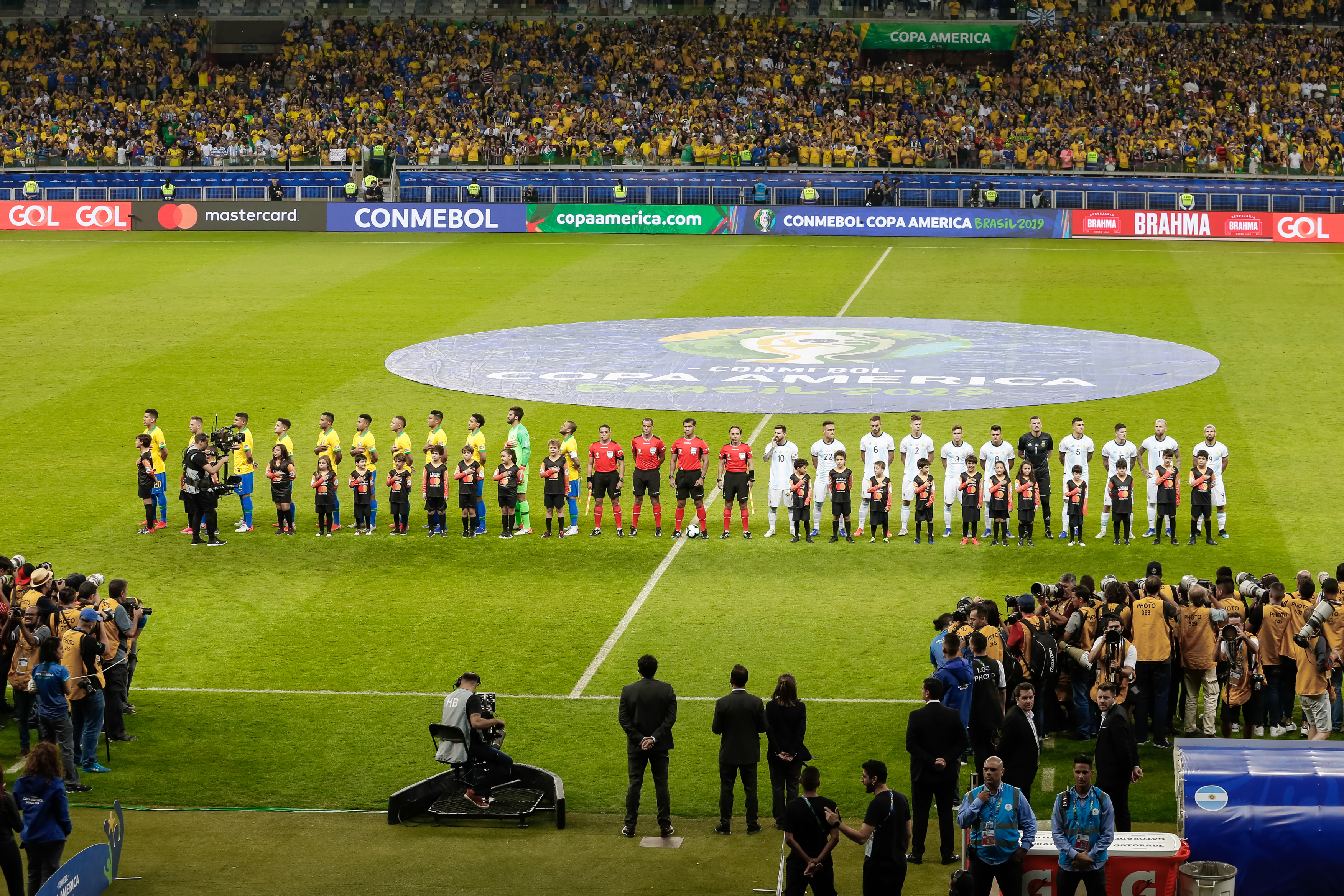
Le formazioni di Brasile-Argentina poco prima del fischio d'inizio.

Le semifinali abbinano Brasile-Argentina e Cile-Perù.
Nella prima semifinale i padroni di casa battono per 2-0 l'Argentina, tornando dopo dodici anni in finale di Copa América. Nella seconda semifinale il Perù batte per 3-0 i campioni in carica del Cile tornando in finale di Copa América dopo quarantacinque anni.

#### Finale per il terzo posto
Argentina-Cile, che nelle due precedenti edizioni era stata la finale (entrambe vinte dal Cile a tiri di rigore), si contendono il terzo a posto. A trionfare stavolta fu l'Argentina che si impose per 2-1 conquistando così la medaglia di bronzo.

#### Finale
Allo Stadio Maracanã si tiene la 46ª finale della Copa América. A trionfare furono i padroni di casa del Brasile che si imposero 3-1 sul Perù grazie alle reti di Everton e Gabriel Jesus nel primo tempo, e Richarlison, su rigore, nella ripresa. Fu il nono successo continentale per il Brasile a distanza di 12 anni dal trionfo nella Copa América 2007 svoltasi in Venezuela.

## Fase a gironi

### Girone A

#### Classifica
| Pos. | Squadra   | Pt | G | V | N | P | GF | GS | DR |
| ---- | --------- | -- | - | - | - | - | -- | -- | -- |
| 1.   | Brasile   | 7  | 3 | 2 | 1 | 0 | 8  | 0  | +8 |
| 2.   | Venezuela | 5  | 3 | 1 | 2 | 0 | 3  | 1  | +2 |
| 3.   | Perù      | 4  | 3 | 1 | 1 | 1 | 3  | 6  | -3 |
| 4.   | Bolivia   | 0  | 3 | 0 | 0 | 3 | 2  | 9  | -7 |

#### Risultati
| Arbitro: | Pitana |

|                                      |           |  |
| Coutinho 50’ (rig.), 53’ Everton 85’ | Marcatori |  |

| Porto Alegre 15 giugno 2019, ore 16:00 UTC-3 Incontro 2 | Venezuela | 0 – 0 referto | Perù | Arena do Grêmio (13 370 spett.)\| Arbitro: \| Roldán \| |
| Arbitro:                                                | Roldán    |               |      |                                                         |

| Arbitro: | Zambrano |

|                   |           |                                      |
| Moreno 28’ (rig.) | Marcatori | 45’ Guerrero 55’ Farfán 90+6’ Flores |

| Salvador 18 giugno 2019, ore 21:30 UTC-3 Incontro 8 | Brasile  | 0 – 0 referto | Venezuela | Itaipava Arena Fonte Nova (42 587 spett.)\| Arbitro: \| Bascuñán \| |
| Arbitro:                                            | Bascuñán |               |           |                                                                     |

| Arbitro: | Rapallini |

|  |           |                                                                 |
|  | Marcatori | 12’ Casemiro 19’ Firmino 32’ Everton 53’ Dani Alves 90’ Willian |

| Arbitro: | Ostojich |

|                |           |                             |
| Justiniano 82’ | Marcatori | 2’, 55’ Machís 86’ Martínez |

### Girone B

#### Classifica
| Pos. | Squadra   | Pt | G | V | N | P | GF | GS | DR |
| ---- | --------- | -- | - | - | - | - | -- | -- | -- |
| 1.   | Colombia  | 9  | 3 | 3 | 0 | 0 | 4  | 0  | +4 |
| 2.   | Argentina | 4  | 3 | 1 | 1 | 1 | 3  | 3  | 0  |
| 3.   | Paraguay  | 2  | 3 | 0 | 2 | 1 | 3  | 4  | -1 |
| 4.   | Qatar     | 1  | 3 | 0 | 1 | 2 | 2  | 5  | -3 |

#### Risultati
| Arbitro: | Tobar |

|  |           |                         |
|  | Marcatori | 71’ Martínez 86’ Zapata |

| Arbitro: | Haro |

|                                |           |                          |
| Cardozo 4’ (rig.) González 56’ | Marcatori | 68’ Ali 77’ (aut.) Rojas |

| Arbitro: | Herrera |

|            |           |  |
| Zapata 86’ | Marcatori |  |

| Arbitro: | Sampaio |

|                  |           |             |
| Messi 57’ (rig.) | Marcatori | 37’ Sánchez |

| Arbitro: | Bascuñán |

|  |           |                        |
|  | Marcatori | 4’ Martínez 82’ Agüero |

| Arbitro: | Carrillo |

|             |           |  |
| Cuéllar 31’ | Marcatori |  |

### Girone C

#### Classifica
| Pos. | Squadra  | Pt | G | V | N | P | GF | GS | DR |
| ---- | -------- | -- | - | - | - | - | -- | -- | -- |
| 1.   | Uruguay  | 7  | 3 | 2 | 1 | 0 | 7  | 2  | +5 |
| 2.   | Cile     | 6  | 3 | 2 | 0 | 1 | 6  | 2  | +4 |
| 3.   | Giappone | 2  | 3 | 0 | 2 | 1 | 3  | 7  | -4 |
| 4.   | Ecuador  | 1  | 3 | 0 | 1 | 2 | 2  | 7  | -5 |

#### Risultati
| Arbitro: | Daronco |

|                                                  |           |  |
| Lodeiro 6’ Cavani 33’ Suárez 44’ Mina 78’ (aut.) | Marcatori |  |

| Arbitro: | Díaz de Vivar |

|  |           |                                        |
|  | Marcatori | 41’ Pulgar 54’, 83’ Vargas 82’ Sánchez |

| Arbitro: | Rojas |

|                               |           |                  |
| Suárez 32’ (rig.) Giménez 66’ | Marcatori | 25’, 59’ Miyoshi |

| Arbitro: | Loustau |

|                     |           |                           |
| Valencia 26’ (rig.) | Marcatori | 8’ Fuenzalida 51’ Sánchez |

| Arbitro: | Claus |

|  |           |            |
|  | Marcatori | 82’ Cavani |

| Arbitro: | Valenzuela |

|          |           |              |
| Mena 35’ | Marcatori | 15’ Nakajima |

### Raffronto tra le terze classificate
| Squadra  | Pt | G | V | N | P | GF | GS | DR | Gruppo |
| -------- | -- | - | - | - | - | -- | -- | -- | ------ |
| Perù     | 4  | 3 | 1 | 1 | 1 | 3  | 6  | -3 | A      |
| Paraguay | 2  | 3 | 0 | 2 | 1 | 3  | 4  | -1 | B      |
| Giappone | 2  | 3 | 0 | 2 | 1 | 3  | 7  | -4 | C      |

## Fase a eliminazione diretta

### Tabellone
|  | Quarti di finale  | Quarti di finale |               |       | Semifinali                | Semifinali                |  |  | Finale        | Finale |
|  |                   |                  |               |       |                           |                           |  |  |               |        |
|  | 27 giugno 2019    |                  |               |       |                           |                           |  |  |               |        |
|  |                   |                  |               |       |                           |                           |  |  |               |        |
|  | 1A. Brasile (dtr) | 0 (4)            |               |       |                           |                           |  |  |               |        |
|  | 1A. Brasile (dtr) | 0 (4)            | 2 luglio 2019 |       |                           |                           |  |  |               |        |
|  | 3B. Paraguay      | 0 (3)            |               |       |                           |                           |  |  |               |        |
|  | 3B. Paraguay      | 0 (3)            | Brasile       | 2     |                           |                           |  |  |               |        |
|  | 28 giugno 2019    |                  | Brasile       | 2     |                           |                           |  |  |               |        |
|  |                   | Argentina        | 0             |       |                           |                           |  |  |               |        |
|  | 2A. Venezuela     | Argentina        | 0             | 0     |                           |                           |  |  |               |        |
|  | 2A. Venezuela     |                  | 7 luglio 2019 | 0     |                           |                           |  |  |               |        |
|  | 2B. Argentina     | 2                |               |       |                           |                           |  |  |               |        |
|  | 2B. Argentina     | 2                | Brasile       | 3     |                           |                           |  |  |               |        |
|  | 28 giugno 2019    |                  | Brasile       | 3     |                           |                           |  |  |               |        |
|  |                   | Perù             | 1             |       |                           |                           |  |  |               |        |
|  | 1B. Colombia      | Perù             | 1             | 0 (4) |                           |                           |  |  |               |        |
|  | 1B. Colombia      | 3 luglio 2019    |               | 0 (4) |                           |                           |  |  |               |        |
|  | 2C. Cile (dtr)    | 0 (5)            |               |       |                           |                           |  |  |               |        |
|  | 2C. Cile (dtr)    | 0 (5)            | Cile          | 0     | Finale per il terzo posto | Finale per il terzo posto |  |  |               |        |
|  | 29 giugno 2019    |                  | Cile          | 0     | Finale per il terzo posto | Finale per il terzo posto |  |  |               |        |
|  |                   | Perù             | 3             |       |                           |                           |  |  |               |        |
|  | 1C. Uruguay       | Perù             | 3             | 0 (4) | Argentina                 | 2                         |  |  |               |        |
|  | 1C. Uruguay       |                  |               | 0 (4) | Argentina                 | 2                         |  |  |               |        |
|  | 3A. Perù (dtr)    | 0 (5)            |               | Cile  | 1                         |                           |  |  |               |        |
|  | 3A. Perù (dtr)    | 0 (5)            |               |       | 1                         |                           |  |  |               |        |
|  |                   |                  |               |       |                           |                           |  |  | 6 luglio 2019 |        |
|  |                   |                  |               |       |                           |                           |  |  |               |        |

### Quarti di finale
| Arbitro: | Tobar |

|                                                   |                      |                                        |
| Willian Marquinhos Coutinho Firmino Gabriel Jesus | Tiri di rigore 4 – 3 | Gómez Almirón Valdez R. Rojas González |

| Arbitro: | Roldán |

|  |           |                           |
|  | Marcatori | 10’ Martínez 74’ Lo Celso |

| Arbitro: | Pitana |

|                                         |                      |                                      |
| Rodríguez Cardona Cuadrado Mina Tesillo | Tiri di rigore 4 – 5 | Vidal Vargas Pulgar Aránguiz Sánchez |

| Arbitro: | Sampaio |

|                                         |                      |                                         |
| Suárez Cavani Stuani Bentancur Torreira | Tiri di rigore 4 – 5 | Guerrero Ruidíaz Yotún Advíncula Flores |

### Semifinali
| Arbitro: | Zambrano |

|                               |           |  |
| Gabriel Jesus 19’ Firmino 71’ | Marcatori |  |

| Arbitro: | Roldán |

|  |           |                                     |
|  | Marcatori | 21’ Flores 38’ Yotún 90+1’ Guerrero |

### Incontro per il terzo posto
| Arbitro: | Díaz de Vivar |

|                       |           |                  |
| Agüero 12’ Dybala 22’ | Marcatori | 59’ (rig.) Vidal |

### Finale
| Arbitro: | Tobar |

|                                                        |           |                     |
| Everton 15’ Gabriel Jesus 45+3’ Richarlison 90’ (rig.) | Marcatori | 44’ (rig.) Guerrero |

## Statistiche

### Classifica marcatori
3 reti
- Everton

- Paolo Guerrero

2 reti
- Sergio Agüero
- Lautaro Martínez
- Gabriel Jesus
- Philippe Coutinho
- Roberto Firmino

- Alexis Sánchez
- Eduardo Vargas
- Duván Zapata
- Kōji Miyoshi

- Édison Flores
- Edinson Cavani
- Luis Suárez
- Darwin Machís

1 rete
- Paulo Dybala
- Giovani Lo Celso
- Lionel Messi
- Leonel Justiniano
- Marcelo Moreno
- Casemiro
- Dani Alves
- Richarlison
- Willian

- José Fuenzalida
- Erick Pulgar
- Arturo Vidal
- Gustavo Cuéllar
- Roger Martínez
- Ángel Mena
- Enner Valencia
- Shōya Nakajima
- Óscar Cardozo

- Derlis González
- Richard Sánchez
- Jefferson Farfán
- Yoshimar Yotún
- Almoez Ali
- José Giménez
- Nicolás Lodeiro
- Josef Martínez

1 autorete
- Arturo Mina (pro  Uruguay)

- Rodrigo Rojas (pro  Qatar)

### Record
- Gol più veloce:  Darwin Machís (Bolivia-Venezuela, fase a gironi, 22, giugno, 2º minuto)
- Gol più lento:  Édison Flores (Bolivia-Perù, fase a gironi, 18 giugno, 90+6º minuto)
- Primo gol:  Philippe Coutinho (Brasile-Bolivia, partita inaugurale, fase a gironi, 14 giugno, 50º minuto)
- Ultimo gol:  Richarlison (Brasile-Perù, finale, 7 luglio, 90º minuto)
- Miglior attacco:  Brasile (13 reti segnate)
- Peggior attacco:  Bolivia,  Ecuador e  Qatar (2 reti segnate)
- Miglior difesa:  Colombia (0 reti subite)
- Peggior difesa:  Bolivia e  Perù (9 reti subite)
- Miglior differenza reti nella fase a gironi:  Brasile (+8)
- Miglior differenza reti in tutto il torneo:  Brasile (+12)
- Partita con il maggior numero di gol:  Perù- Brasile 0-5 (fase a gironi, 22 giugno, 5 gol)
- Partita con il maggior scarto di gol:  Perù- Brasile 0-5 (fase a gironi, 22 giugno, 5 gol di scarto)
- Partita con il maggior numero di spettatori:  Brasile- Perù (finale, 7 luglio, 69 968 spettatori)
- Partita con il minor numero di spettatori:  Ecuador- Giappone (fase a gironi, 24 giugno, 7 623 spettatori)

## Premi
Miglior giocatore del torneo
 Dani Alves
Miglior portiere del torneo
 Allison
Miglior marcatore del torneo
 Everton
Premio fair play
 Brasile
Squadra del torneo
| Portiere | Difensori                                          | Centrocampisti                      | Attaccanti                             |
| -------- | -------------------------------------------------- | ----------------------------------- | -------------------------------------- |
| Allison  | Dani Alves José Giménez Thiago Silva Miguel Trauco | Arthur Leandro Paredes Arturo Vidal | James Rodriguez Paolo Guerrero Everton |